# 加勒比洋流

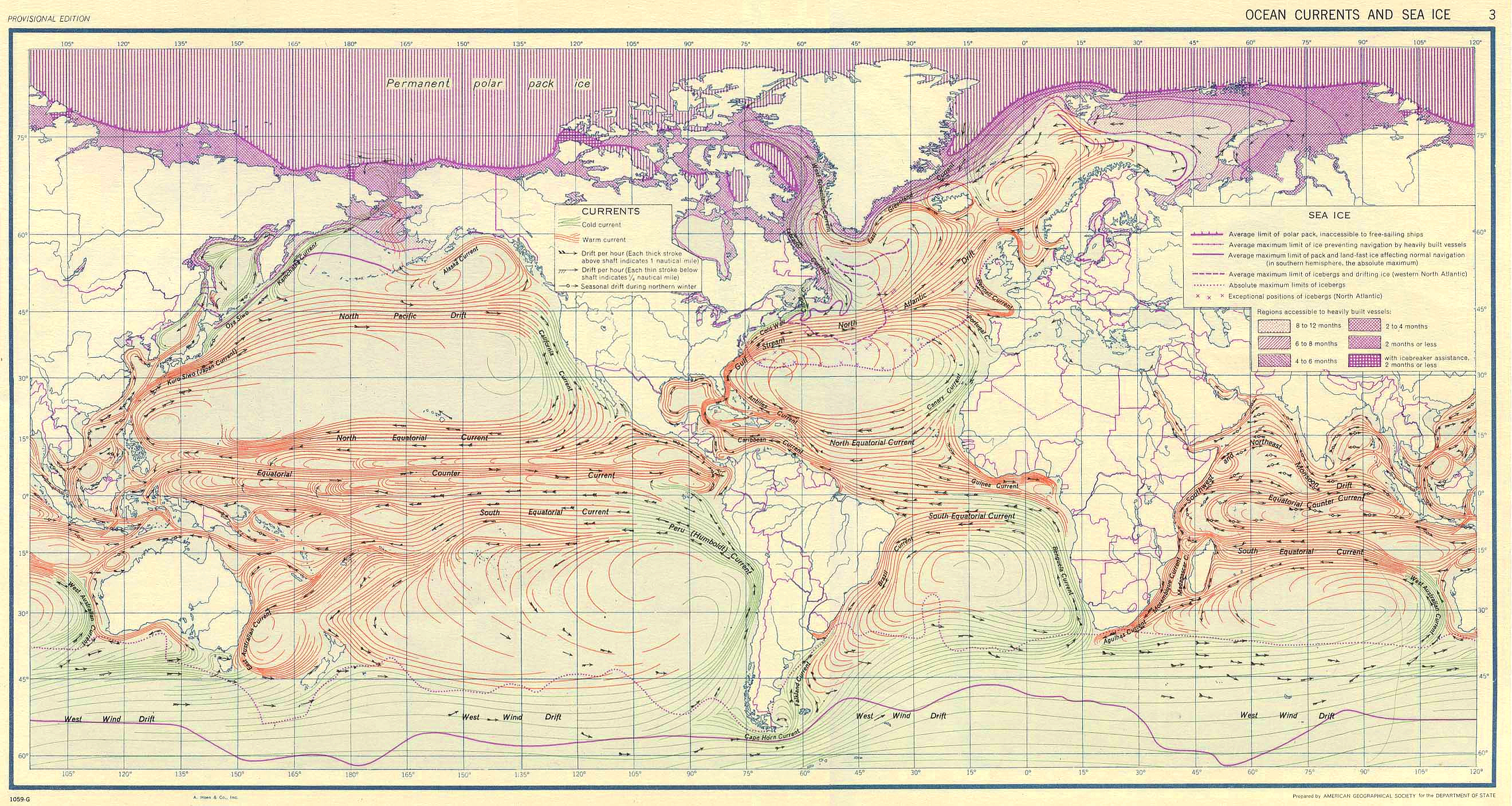
世界洋流概要。

加勒比洋流（Caribbean Current）為一個沿著南美岸邊由東流入加勒比海的溫暖洋流。加勒比洋流的源頭來自大西洋的南赤道洋流（South Equatorial Current）沿著巴西岸邊向北流動。

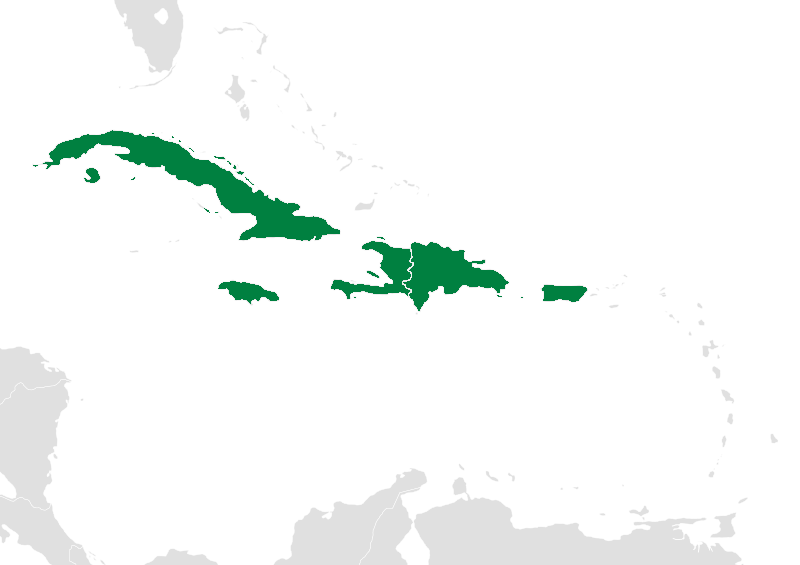
加勒比地图

## 猶加敦洋流
當加勒比洋流穿越猶加敦海峽（Yucatan Channel）後，其洋流命名為猶加敦洋流（Yucatan Current）。

## 参看
- 洋流